# Extrapeninsulair Spanje
Extrapeninsulair Spanje is de term die verwijst naar de Spaanse gebieden die niet op het Iberisch schiereiland liggen.
Deze regio van Spanje omvat de Canarische Eilanden en de Balearen en Plazas de soberanía. Het beslaat 12.286 km² van de totale Spaanse gebieden (2,44%) en de bevolking bedraagt 3.379.689 miljoen inwoners (7,5%) in 2016.
Dit zijn de gemeenten met de hoogste bevolking:
1. Palma de Mallorca 402.949
2. Las Palmas de Gran Canaria 378.998
3. Santa Cruz de Tenerife 203.585
4. San Cristóbal de La Laguna 153.111
5. Telde 102.164
6. Melilla 86.026
7. Ceuta 84.519
8. Arona 79.172
9. Santa Lucía de Tirajana 69.178
10. Ibiza 49.549

| Vlag | Naam                | Hoofdstad                | Oppervlakte (km²) | Taal                | Regio           | Tijdzone |
| ---- | ------------------- | ------------------------ | ----------------- | ------------------- | --------------- | -------- |
|      | Balearen            | Palma                    | 4.992 km²         | Spaans en Catalaans | Zuidwest-Europa | UTC+1    |
|      | Canarische Eilanden | Santa Cruz en Las Palmas | 7.447 km²         | Spaans              | Macaronesië     | UTC      |
|      | Plazas de soberanía | -                        | 32,774 km²        | Spaans              | Maghreb         | UTC+1    |